# Strada europea E233
La strada europea E233  è una strada di classe B, lunga 188 km, il cui percorso si trova in territorio olandese e tedesco; dalla designazione con l'ultimo numero dispari si può evincere che il suo sviluppo è in direzione nord-sud.

Collega Hoogeveen, nei Paesi Bassi, con Brema, in Germania.